# Córrego do Ouro
Córrego do Ouro is een gemeente in de Braziliaanse deelstaat Goiás. De gemeente telt 2.632 inwoners (schatting 2009).